# Catawba (Carolina del Sur)
Catawba (a veces denominado Catawba Ridge) es un lugar designado por el censo en el condado de York en el estado estadounidense de Carolina del Sur, a lo largo del río Catawba. La elevación de Catawba es de 179 m s. n. m. y el código postal es 29704. 